# Klugeana
Klugeana is een geslacht van vlinders van de familie uilen (Noctuidae), uit de onderfamilie Cuculliinae.

## Soorten
- K. philoxalis Geertsema, 1990
- K. swartlandensis Geertsema, 1990